# 小平市立上水中学校
小平市立上水中学校（こだいらしりつじょうすいちゅうがっこう）は、東京都小平市上水南町一丁目にある公立の中学校である
2024年5月現在生徒数は307人

## 校区
- 喜平町
- 回田町の一部
- 御幸町の一部
- 上水南町

## 沿革
- 1975年（昭和50年）9月1日 - 開校

## 学校教育目標
人間尊重の精神を基調とし、心身ともに健康で知性と感性に富み、社会に貢献できる人間性豊かな生徒の育成を目指して、教育目標を次のように定める。 　　　　　　　　
- 自ら考え、進んで実行する人
- 心豊かで思いやりのある人　
- 心身ともにたくましい人

## 部活動
- サッカー部
- 野球部
- テニス部
- バスケットボール部
- バレーボール部
- 卓球部
- 吹奏楽部
- 美術部
- コンピュータ部

## 著名な出身者
- 小栗旬 - 俳優、映画監督、実業家

## 所在地・アクセス
- 東京都小平市上水南町1-7-1

西武多摩湖線一橋学園駅ST02から徒歩15分